# Екатерина Мария Лотарингская
Екатерина-Мария Лотарингская (фр. Catherine-Marie de Lorraine; 18 июля 1552, Жуанвиль— 5 мая 1596, Париж) — французская принцесса, член дома Гизов, деятель Католической лиги, как и её братья, в замужестве герцогиня де Монпансье.

## Биография
Екатерина-Мария Лотарингская родилась 18 июля 1552 года, по другим данным в 1551 году. Она была вторым ребёнком в семье Франсуа де Гиза (1519—1563) и его супруги Анны д’Эсте (1531—1607). Её братьями были Генрих I (1550—1588), Шарль (1554—1611) и Луи II (1555—1588), ставшие позднее главными деятелями Католической лиги.
Была враждебна к королю Франции Генриху III и к Бурбонам. Она была активной деятельницей Католической лиги и вела деятельность в распространении пропагандистских бумаг. 
В январе 1588 года король потребовал, чтобы она покинула Париж. 12 мая 1588 года в Париже произошёл День баррикад и столицу страны охватило восстание. Париж оказался в руках Гизов, а король бежал в замок Блуа. Екатерина носила за поясом ножницы и говорила, что пострижёт короля и запрёт его в монастыре. В декабре 1588 года по приказу Генриха III были убиты её братья Генрих и Людовик, из-за чего ненависть к королю у неё усилилась.
В 1589 году после убийства Генриха III Жаком Клеманом королём стал Генрих Наваррский и Екатерина-Мария Лотарингская продолжила свою деятельность в Католической лиге. В 1594 году после поражения партии католиков она сдалась на милость победителей. Она спросила, нет ли здесь присутствующих, который может вонзить ей кинжал в грудь. Генрих IV сказал, что она будет находиться под его особым покровительством. 
В 1595 году после слухов о привлечения к ответственности за беспорядки покинула Париж и уехала в Сен-Жерменский дворец, где проживала Екатерина де Бурбон. Когда ситуация успокоилась, она вернулась в Париж, где и скончалась 5 мая 1596 года. Согласно записям современников, в ночь её смерти грянул гром. Лестуаль писал, что это явление имело прямую связь со злым, беспорядочным и бурным разумом умирающей герцогини.

## Личная жизнь
В 1570 году в 18-летнем возрасте вышла замуж за 57-летнего Людовика де Бурбона, герцога де Монпансье (1513—1582). Детей в этом браке у неё не было. 
Позже ей предлагали в мужья одного из королевских миньонов Жан Луи д’Эпернона (1554—1642), но она отвергла это предложение.

## Искусство
Литература;
- Одна из ключевых героинь романов Дюма-отца «Графиня де Монсоро» и «Сорок пять». В романах показана в качестве заговорщицы и сообщницы братьев в попытках свержения короля Генриха III.

Кинематограф;
- «Графиня де Монсоро» (Франция, 1923) — Мадлен Родриг
- «Графиня де Монсоро» — роль исполняет Сильвия Сорель
- «Графиня де Монсоро» — в роли герцогини Елена Аминова
- «Графиня де Монсоро» (Франция, 2008) — Анна (Энн) Кейлон
- «Принцесса де Монпансье» — Жюдит Шемла